# Ключево (Мазовецьке воєводство)
Ключево (пол. Kluczewo) — село в Польщі, у гміні Плонськ Плонського повіту Мазовецького воєводства.
Населення — 87 осіб (2011).
У 1975—1998 роках село належало до Цехановського воєводства.

## Демографія
Демографічна структура станом на 31 березня 2011 року:
|          | Загалом | Допрацездатний вік | Працездатний вік | Постпрацездатний вік |
| -------- | ------- | ------------------ | ---------------- | -------------------- |
| Чоловіки | 44      | 13                 | 28               | 3                    |
| Жінки    | 43      | 9                  | 27               | 7                    |
| Разом    | 87      | 22                 | 55               | 10                   |